# (4560) Klyuchevskij
(4560) Klyuchevskij ist ein Asteroid des Hauptgürtels, der am 16. Dezember 1976 von der russischen Astronomin Ljudmila Iwanowna Tschernych am Krim-Observatorium in Nautschnyj (IAU-Code 095) entdeckt wurde.
Der Asteroid wurde nach dem russischen Historiker Wassili Ossipowitsch Kljutschewski (1841–1911) benannt.